# Канарский национализм

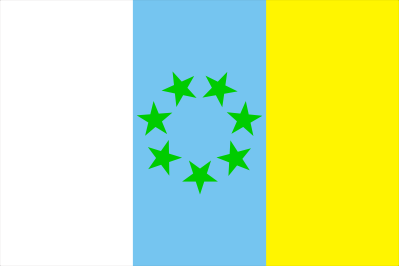
Флаг канарских националистов

Канарский национализм (исп. Nacionalismo canario) — политическое движение, которое развивает национальное самосознание канарцев. Движение имеет два направления: умеренное и радикальное. Сторонники первого направления выступают за расширение автономии Канарских островов внутри Испании, являются сторонниками федерализма. Приверженцы радикального направления выступают за независимость Канарских островов.

## Предыстория
Формирование канарцев началось с испанского завоевания островов, когда аборигены-гуанчи были побеждены, а позже ассимилировались.
30 мая 1481 года лидер гуанчей острова Гран-Канария Тенезор Семидан (после крещения принял имя Фернандо Гуанартеме) подписал мирный договор с Фердинандом II Арагонским, так называемая Калатаюдская хартия. Этот договор определил архипелаг как королевство в составе испанской монархии, создание правовых основ его управления и его связи с Испанией.
Калатаюдская хартия определила права и обязанности, которые сформировали канарское фуэро, использовавшееся в кабильдо и судопроизводстве. Права, изложенные в фуэро: своя казна и армия, непрерывность традиционных канарских обычаев и ролей. На Канарских островах не было собственной валюты вплоть до 1776 года.
Первоначально только острова Гран-Канария принял хартию, но спустя время весь архипелаг присоединился к договору. Испания не выполняла несколько раз условия договора, в результате происходили восстания в 1502 году (Ичасагуа), 1770 году (Ла-Альдеа) и 1778 году (Арико). Условия договора окончательно перестали соблюдаться после реставрации Бурбонов на испанском престоле в 1874 году.

## Зарождение
Первые националистические организации на Канарах появились в XIX веке как часть местного рабочего движения (Рабочая ассоциация Канарских островов). Основателями движения считаются Хосе Кабрера Диас, Николас Эстеванес и Секундино Дельгадо. Дельгадо сегодня считается отцом канарского национализма, так как он первый стал выпускать газеты El Guanche и Vacaguaré, в которых распространялись идеи об автономии архипелага. Эти газеты были вне закона, поэтому они выпускались либо подпольно, либо за рубежом. В ранние годы существовало две националистических партии: Partido Popular (Автономная народная партия), основанная в 1901 году в Санта-Крус-де-Тенерифе, и Канарская националистическая партия, основанная в 1924 году Хосе Кабрерой Диасом, бывшим лидером Рабочей ассоциации Канарских островов, в изгнании на Кубе.
В годы Второй Испанской Республики канарский национализм оказался незамеченным, хотя местное отделение Коммунистической партии Испании (КПИ) — Коммунистическая партия Канарских островов, — руководствуясь ленинским принципом «права на национальном народов распоряжаться своей судьбой», предложила автономию региону, но начавшаяся гражданская война в Испании не позволила осуществить данные планы. «Объединённый революционный фронт», основанный в 1934 году КПИ и ИСРП (Испанская социалистическая рабочая партия), включил в свою программу «освобождение Канар от гнёта испанского империализма и право на самоопределение своей конституции независимого государства, если на это будет Его воля».

## В годы правления Франко
Франкизм яростно подавлял любые проявления регионального национализма в Испании и её колониях. Тем не менее, в 1960-е годы существовали подобные организации. В 1959 году Фернандо Сагасетой основано движение «Канарская свобода» (исп. Canarias Libre). приобрела некоторую известность. Многие члены движения были арестованы, организация распалась. Избежавшие арестов присоединились к Коммунистической партии народов Испании. В 1964 году Антонио Кубильо основал Движение за автономию и независимость Канарского архипелага (исп. Movimiento por la Autodeterminación e Independencia del Archipiélago Canario, MPAIAC).
Движение за автономию и независимость Канарского архипелага создало свой флаг с тремя вертикальными белой, голубой и жёлтой полосами, а также с семью зелёнами звёздами по центру, который стало использовать всё националистическое движение в целом. В последние годы франкизма появляются террористические организации, такие как Вооружённые отряды Канар и Вооружённые силы гуанчей. Хотя движения первоначально пользовались симпатией, насильственные действия, террор и «вооружённая борьба», которую возглавило движение Кубильо, принесли неприятие среди местного населения.

## После падения режима Франко
В 70-е годы КПИ ориентировалась на еврокоммунизм. Это вызывало недовольство сторонников марксизма-ленинизма. Они основали свои организации, такие как Единая коммунистическая партия Канарских островов (сторонники автономии), Коммунистические ячейки (сторонники автономии) и Канарская коммунистическая партия (сторонники независимости).
Коммунистические ячейки и Канарская коммунистическая партия объединились в 1977 году в коалицию под названием Народный канарский союз, возглавляемую Фернандо Сагасетой и Карлосом Суаресом. С этого момента начали свою деятельность Профсоюз работников Канар и Конфедерация трудящихся Канар.
Внутри Движения за самоопределение и независимость Канарского архипелага начались внутренние конфликты, вызванные недовольством лидером движения, Антонио Кубильо. Это привело к фактическому распаду на две организации под названием MPAIAC. До сих пор MPAIAC передним концом является политическим крылом Рабочей партии Канар.
В 1979 году Народный канарский союз, Коммунистические ячейки, Партия коммунистов Канар, Социалистическая партия Канар и Единая коммунистическая партия Канарских островов объединились в Союз канарского народа (СКН). В том же году во время выборов Союз канарского народа занял третье место по результатам голосования на Канарах, имел одного представителя в Конгрессе депутатов, Фернандо Сагасету. Намерение вести умеренную политику привело к конфликту с радикальным крылом, а далее и к распаду Союза канарского народа. Умеренные Автономная националистическая конфедерация Канар, Ассамблея Канар, первые христиане второго пришествия, движения за социалистическое самоуправление, поддерживались Союзом.
С 1982 года Канарские острова имеют статут автономии. СКН распался на множество организаций. Наибольшего успеха на выборах добиваются Левые националисты Канар и Автономная националистическая конфедерация Канар, которые объединились в Ассамблею Канар в 1982 году. Тем не менее, после распада СКН поддержка электоратом националистических коалиций в виде Союза левых националистов (от Единой коммунистической партии Канарских островов), Партия коммунистов канарского народа (канарское отделение КПНИ), упала.
Рабочая партия Канар, радикальное крыло Союза канарского народа и другие мелкие группировки объединились в 1986 году в Народный фронт за независимость Канарских островов (FREPIC-AWAÑAK). Антонио Кубильо, после возвращения из Алжира, в том же году основал Национальный канарский конгресс.
В 1991 году Ассамблея канарских националистов, Объединённые левые Канар (местное отделение Объединённых левых) и Союз левых националистов объединились в Инициативу канарских националистов.
В 1992 году основана молодёжная организация Азаруг, которая открыто выступает за независимость Канарских островов. Также организация выступает за установление социализма на Канарах.
С 1993 года место в региональном правительстве занимает националистическая партия Канарская коалиция. В её состав входят различные организации, такие как левые Инициатива канарских националистов или Майорерская ассамблея, а также правоцентристы, такие как Группировка независимости Тенерифе, другие националистические и региональные движения. Канарская коалиция определяет свою идеологию как националзм, использует флаг с семью зелёными звездами, хочет сделать его стать официальным, выступает за независимость на Канарских островах.

## Текущая ситуация
В настоящее время существует много партий, профсоюзов и ассоциаций любого рода, которые определяют себя как «националистические». Некоторые из них поддерживают берберизм.
Националистические партии: Канарская коалиция, Новые Канары, Народный фронт за независимость Канарских островов, Центр канарских националистов, Партия националистов Канар, Националистическая альтернатива Канар, Азаруг, Народная альтернатива Канар и Союз народа.
Националистические профсоюзы: Фронт союза рабочих Канар, Межсоюзные Канары, Профсоюз работников образования Канар, Союз студентов Канар.
Существуют и революционные организации, такие как Революционная организация молодёжи Канарских высот. Некоторые радикальные группы используют слово Taknara как принадлежность к Канарским островам, но другие националисты не согласны с этим названием.